# 수소불화탄소

하이드로플루오로카본의 일종, 플루오로메탄.

수소불화탄소, 또는 하이드로플루오로카본(Hydrofluorocarbon, HFCs)은 불소 원자와 수소 원자를 포함하는 인공 유기 화합물로, 유기 불소 화합물 중에서 가장 일반적인 유형이다. 상당수는 상온 상압에서 기체이다. 이들은 공기조화나 냉매로 자주 사용되며, R-134a(1,1,1,2-테트라플루오로에탄)는 가장 일반적으로 사용되는 하이드로플루오로카본 냉매 중 하나이다. 성층권 오존층의 회복을 돕기 위해 하이드로플루오로카본은 몬트리올 의정서에서 사용이 폐지된 보다 강력한 클로로플루오로카본(CFC)과 현재 폐지 중인 하이드로클로로플루오로카본(HCFC)을 대체하는 것으로 채택되었다. 하이드로플루오로카본은 R-12와 같은 오래된 클로로플루오로카본이나 R-21과 같은 하이드로클로로플루오로카본을 대체했다. 하이드로플루오로카본은 또한 단열 발포체, 용매로서의 에어로졸 추진제, 그리고 화재 방지에도 사용된다.
트리플루오로메탄과 같이 이산화탄소의 11,700배의 온난화 계수를 갖는 것도 있다. 대기중의 농도와 인위적 온실가스 배출에 대한 기여는 급속히 증가하고 있으며, 그 복사강제력에 대해 국제적인 우려를 불러일으키고 있다.

## 화학
CF 결합이 적은 플루오로카본은 친탄화수소와 유사한 거동을 나타내지만, 그 반응성은 크게 변화한다. 예를 들면, 유라실과 5-플루오로유라실은 모두 무색이고 고융점의 결정성 고체이지만, 후자는 강력한 항암제이다. 의약품에서 CF 결합의 이용은 이러한 변화된 반응성을 전제로 한다. 일부 의약품이나 농약에는 하나의 플루오로 중심, 혹은 하나의 트리플루오로메틸 그룹만 포함되어 있다.

## 환경 규제
파리 협약의 다른 온실가스와는 달리, 하이드로플루오로카본은 다른 국제 협상에 포함된다.
2016년 9월에 뉴욕 산림 선언에서는 하이드로플루오로카본 사용의 전 세계적인 감소를 촉구했다. 2016년 10월 15일에 이러한 화학물질이 기후 변화에 기여함으로써, 르완다 키갈리에서 열린 유엔 환경 계획 정상회담에서 모인 197개국 협상가들은 몬트리올 의정서 수정안에서 하이드로플루오로카본을 단계적으로 줄이기 위한 법적 구속력이 있는 협정(키갈리 수정안)에 도달했다.  2020년 2월 현재 미국 16개 주에서는 하이드로플루오로카본을 금지하거나 단계적으로 중단하고 있다.
화학 제조업체가 하이드로플루오로카본의 생산 및 사용을 단계적으로 중단하도록 요구하는 조치가 포함된 코로나19 구호 법안이 2020년 12월 21일에 미국 하원과 미국 상원에서 통과되었다. 미국 환경 보호국은 2021년 9월 23일에 하이드로플루오로카본을 단계적으로 폐지하는 최종 규칙에 서명했다.